# ŽivotvČesku.cz
ŽivotvČesku.cz je zpravodajsko-publicistický web se zaměřením na aktuální témata z různých oblastí na českém internetu. Web obsahuje kromě aktuálního zpravodajství společenskou a lifestylovou rubriku a přináší komentáře, analýzy nebo glosy, ale i vlastní tematické seriály.
Statistika databáze SimilarWeb ho označila za 39. nejnavštěvovanější webovou stránku v Česku. Během července 2021 podle ní zaznamenal přes 11,2 milionu návštěv, jak uvedl portál Mediář.
V srpnu 2023 vznikl desetidílný digitální audio pořad, podcast JO!

## Vlastník
Provozovatelem je společnost Potlesk Media s.r.o., kterou vlastní Rudolf Šindelář.

## Rating
MediaRating zpravodajských a publicistických médií spadající pod Nadační fond nezávislé žurnalistiky (NFNZ) ve svém nezávislém hodnocení web ŽivotvČesku.cz v březnu 2022 ohodnotil písmenem B+.
Stejné hodnocení B+ udělil NFNZ portálu ŽivotvČesku.cz i v dalším období nezávislého hodnocení v měsíci červenec 2022.
V únoru 2023 byl publikován nový MediaRating zpravodajských, regionálních a agregovaných webů, v němž ŽivotvČesku.cz obdržel hodnocení B-.
V květnu 2023 vyšel nový rating, a to dle nové metodologie nazvané MediaRating 2023. V něm server ŽivotvČesku.cz získal hodnocení A- Archivováno 2. 6. 2023 na Wayback Machine.
V listopadu 2023 v novém ratingu NFNZ portálu ŽivotvČesku.cz byla zachována známka A-. Data Nadačního fondu nezávislé žurnalistiky pro kódování jsou za období říjen 2022 až srpen 2023.
■ Hodnocení agentur:
Portál ŽivotvČesku.cz byla zařazen v listopadu 2023 agenturou PRNews mezi »Deset nejoblíbenějších médií, která informují o nejnovějších zprávách ze světa«. ŽivotvČesku.cz – 37,6 milionu zobrazení (Průzkum byl proveden na základě webových stránek z katalogu PRNEWS.IO. Statistiky návštěvnosti vycházejí z analytických dat společnosti SimilarWeb. Jedná se o období od 1. ledna do 30. září 2023).